# Tomaso Albinoni
Tomaso Albinoni, italijanski skladatelj, * 8. junij 1671, Benetke, † 17. januar, 1750.
Verjetno se je izobraževal pri skladatelju Giovanniju Legrenziju. Na prvih tiskanih delih se je podpisoval kot dilletante veneto (beneški amater), od leta 1711 dalje pa kot musico di violino. Znanih je njegovih 48 dokončanih oper za beneško gledališče. Albinioni je poleg Vivaldija najvidnejši poznobaročni beneški skladatelj. Izmed sodobnikov je njegovo glasbo še posebno cenil J. S. Bach, ki je obdelal in v svojih skladbah uporabli več Albinionijevih tém.
Najbolj je poznan po skladbi Adagio v g molu, ki je v današnjem času ena največkrat izvajanih skladb baročnega obdobja, velikokrat pa je uporabljena tudi v sodobni kulturi. Gre za eno največjih potegavščin v zgodovini glasbe. Skladbo je napisal namreč leta 1949 muzikolog Remo Giazotto in jo pripisal Albinoniju. Eno najbolj znanih predelav lahko najdemo na plošči An American Prayer, skupine The Doors, kjer služi kot spremljava recitacijam Jima Morrisona.

## Dela

### Instrumentalna dela
- 6 simfonij (sinfonie a quattro, rokopis je v knjižnici v Darmstadtu)
- Concerti a cinque (op. 2, 5, 7 in 9)
- Sonate a tre, op. 1 (1694)
- Balletti a tre, op. 3 (1711)
- Sonate e baletti a tre, op.8 (1722)
- 5 sonat za violino solo, violo in basso continuo (1816)
- Sonata a due, op. 4 (1714)
- Trattenimenti per camera a due, op. 6 (1711)
- Sonata za violino solo in basso continuo

### Opere
- Zenobia (1694)
- Il progigio dell innocenza (1695)
- Il Radamisto (1698)
- Diomede punito da Alcide (1700)
- La Griselda (1703)
- Elio Seiano (1707)
- Ciro (1709)
- Amor di figlio non conosciuto (1715)
- Melagro (1718)
- Ermengarda (1723)
- Eumene (1723)
- Scipione nelle Spagne (1724)
- Didone Abbandonata (1725) - prva beneška opera na Metastasijev libreto
- Il trionfo d`Armida (1726)
- Ardelinda (1732)
- Artamene (1740)